# Castell de Castielfabib
El castell de Castielfabib és un castell existent de la vila de Castielfabib, municipi pertanyent a la comarca del Racó d'Ademús.

## Història
La zona on se situa el castell va ser poblada, segons les restes arqueològiques trobades, ja durant el període iber i romà.
La fortalesa de Castielfabib sembla no obstant això tenir un origen àrab i se sap que va ser conquerida per Pere el Catòlic l'any 1210, després d'un llarg setge al castell. Una vegada acabada la conquesta de la comarca del Preracó i expugnat el castell, el rei Pere va celebrar i va presidir en ell, i durant tres dies, les Corts del Regne d'Aragó. Més tard el castell va ser recuperat pels musulmans, per ser definitivament reconquerit per Jaume I d'Aragó, quedant com a lloc de la Corona d'Aragó amb els drets dels delmes cedits a l'Orde del Temple, que passarien a l'Orde de Montesa el 1319.
A partir del segle XIV les dades que es coneixen sobre Castielfabib no fan sinó al·ludir als continus conflictes bèl·lics que no van deixar de succeir-se des de 1364, amb la guerra amb Castella, i que van ocasionar contínues destrosses i devastacions en el conjunt de la vila i el seu castell, com són la Guerra del Francès, les Guerres Carlines o la Guerra Civil espanyola, fins al punt que l'església-fortalesa, les ruïnes del castell i les seves muralles es troben íntimament unides.
Són moltes les guerres en les quals s'ha vist involucrat Castielfabib, i entre elles la del rei Alfons XI de Castella i el monarca Pere IV d'Aragó, encara que més tard tots dos conjuminarien esforços per fer front a la invasió dels marínides, i que per aquest motiu van fortificar diverses places, entre elles la de Castielfabib. Un segon fet rellevant sobre la població va ser l'anomenada guerra dels dos Peres, en la qual la fortalesa va destacar per la seva ubicació i inexpugnabilitat. Durant l'ocupació francesa el castell va ser utilitzat com a presó i com a comandància militar.
El 1835, durant la Primera Guerra Carlina (1833-1840), es va procedir a la reconstrucció del castell per a la guerra. Per això es va buscar mà d'obra entre els pobles del voltant, dels quals concorrien multitud de pobres que s'ocupaven en el treball, uns altres en classe d'arrestats, i fins i tot a les dones se'ls feia transportar càrregues d'aigua. El tracte dispensat va ser molt inhumà, no obligant-los únicament a treballar més del que podien, sinó que van ser posats a la disposició d'uns capatassos d'aspecte tosc, que els maltractaven amb pals, fuets i cadenes. Quan les tropes van ocupar el castell, van arruïnar les noves obres fabricades.